# Портрет акторки Жанни Самарі у повний зріст
«Портрет акторки Жанни Самарі у повний зріст» (фр. Photo du portrait Jeanna Samary) — парадний портрет молодої акторки роботи французького художника П'єра-Огюста Ренуара (1841—1919).

## Передісторія і «теорія поплавка» у Ренуара
Ренуар був шостою дитиною небагатого кравця на ім'я Леонар та його дружини, Маргарити Мерле. Родина мала семеро дітей.
Нестача грошей, напівголодне дитинство і юність привчили юнака рано заробляти і братись за будь-яку допоміжну роботу. В пригоді стали художні здібності. Бідність родини спонукала хлопця в 13 років допомагати родині, влаштувавшись до майстра, у якого навчився розписувати порцелянові тарілки квітами. До 19 років Огюст піднявся до підмайстра, котрий розмальовував ширми, завіси, шафи. Вечорами Огюст відвідував школу живопису. Життя в Парижі подарувало йому знайомство з музеєм Лувр. Відсутність доброї освіти юнак мимоволі компенсував копіюванням картин Лувра, які теж продавав.
Згодом він, скалічений бідністю, вигадав для себе «теорію поплавка». Відсутність доброї освіти, що спотворила його свідомість, викинула геть із його теорії поплавка усе героїчне і прагнення копіювати поведінку шляхетних персонажів книжок. Ренуар порівнював себе з поплавком, котрого несе потік. Ніякого спротиву чи руху попри потік. Міщанська свідомість Ренуара обмежила і його поведінку, і його смаки, котрі не йшли далі прагнень заробити і витратитися на задоволення. Саме через це Ренуар так залюбки писатиме натюрморти та сценки з їжею, обідом в кафе чи в родині, в сільській корчмі. Серед цих композицій — «В корчмі», (1866), Національний музей Стокгольм, «Обід», (1879), Фонд Барнса, Університет Лінкольн, Меріон, США, «Після обіду», (1879), Штеделівський художній інститут, «Сніданок в солом'яних брилях», нарешті пізній твір « Обідня пора у Берневалів», (1898), можливо найкраща картина побутового жанру в творчості митця.
Він відмовився від сюжетів в картинах, а всі пізні твори — спрощена художня продукція, невеликі картини на невибагливі смаки з безкінечними жінками і неприхованою еротикою. Ця безсюжетна продукція — експлуатація власної популярності аби сподобатись споживачу.

## Опис твору
Молода Жанна Самарі мешкала неподалік від студії Огюста Ренуара. Вони познайомились і художник запросив її позувати. Відомо три портрети Жанни Самарі, котрі створив Ренуар, але в різних форматах і різними за композиціями.
«Портрет акторки Жанни Самарі у повний зріст» був створений у 1877 чи на початку 1878 року невдовзі після створення « Портрета мадам Шарпантьє з дітьми». Обидва були спробами художника опанувати схеми парадного портрета та прагнення Ренуара прилаштувати власну творчість під смаки Паризького салону та заможних парижан, відвідувачів виставок в Салоні і головних покупців.
Жанна замовила нову білу сукню, одягла обов'язковий тоді корсет і в портреті подана у фоє театру Комеді Франсез. Звідси атмосфера інтер'єру з надмірним декором та обов'язковими тоді пальмами.
Прискипливе журі Паризького Салону 1879 року прийняло до експонування обидва парадні портрети. Але аби не шокувати відвідувачів неохайною технікою виконання портета акторки — вивісило його в третьому ряду, де його було погано розглядати. Але участь у виставці в Салоні на деякий час відірвала непринципового Ренуара від виставок імпресіоністів і він зробив спробу стати модним портретистом.
Жанна померла у віці 33 роки і її портрети були продані.

## Історія побутування (провенанс)
Портрет був придбаний в Парижі російським багатієм і колекціонером М. А. Морозовим. Покинута в Москві збірка картинна галерея Морозова націоналізована після більшовицького перевороту. З 1924 року перебувала в музейному фонді Росії. До 1948 року — в Музеї нового західного мистецтва. Після ліквідації Музею нового західного мистецтва колекція розділена між Москвою і Ленінградом. Частка картин, що відійшла до збірок Ермітажу, мала у власному складі і портрет у повний зріст акторки Самарі.